# Рони Велан
Роналд Ендрју Велан (енгл. Ronald Andrew Whelan; 25. септембар 1961) бивши је ирски фудбалер.

## Каријера

### Клуб
Дебитовао је 1977. године за тим Хоум Фарм.
Године 1979. придружио се екипи Ливерпула, у којој је провео чак петнаест сезона, одиграо 362 првенствене утакмице. Већину времена проведеног у Ливерпулу био је стандардни првотимац. За то време шест пута је освојио титулу шампиона Енглеске, постао победник ФА купа (два пута), победник Суперкупа Енглеске у фудбалу (пет пута) и победник Купа европских шампиона.
Професионалну играчку каријеру завршио је у нижелигашком клубу Саутенд јунајтед, за чији тим је наступао током периода 1994-1996.

### Репрезентација
Дебитовао је за репрезентацију Ирске 1981. године. Одиграо је 53 утакмице за државни тим и постигао 3 гола.
Као део националног тима учествовао је на Европском првенству 1988. у Западној Немачкој, на Светском првенству 1990. у Италији и Светском првенству 1994. у САД. Постигао је један гол на Европском првенству 1988. против Совјетског Савеза у групној фази (резултат 1:1).

## Успеси
Ливерпул
- Прва дивизија Енглеске: 1981/82, 1982/83, 1983/84, 1985/86, 1987/88, 1989/90.
- ФА куп: 1985/86, 1988/89, 1991/92.
- Лига куп: 1981/82, 1982/83, 1983/84.
- Комјунити шилд: 1982, 1986, 1988, 1989, 1990.
- Куп европских шампиона: 1983/84.